# Karl Konz
Karl Konz (* 30. Juli 1896 in Sulzfeld; † 3. September 1966 in Karlsruhe) war ein deutscher Politiker der SPD.

## Leben und Beruf
Konz wuchs in Freiburg im Breisgau auf, wo er die Volksschule besuchte und die Ausbildung zum Schneider absolvierte. Im Ersten Weltkrieg nahm er freiwillig am Kriegsdienst teil, er war Infanterist an der Ost- und Westfront. Im August 1915 zog er sich eine Verwundung am Oberschenkel zu. Nach Kriegsende kehrte er nach Freiburg zurück und war im erlernten Beruf tätig. 1928 wurde er hauptamtlicher Gewerkschaftssekretär des Deutschen Bekleidungsverbandes in Karlsruhe. Im Zuge der Gleichschaltung der Gewerkschaften wurde er am 30. Juni 1933 entlassen. Daraufhin machte er sich als Schneider selbstständig, später wurde er Geschäftsführer und Bezirksleiter der Braunschweiger Ersatzkrankenkasse für Südwestdeutschland.
Am 1. Juli 1935 wurde Konz verhaftet und saß im Karlsruher Gerichtsgefängnis in Untersuchungshaft, da er in unregelmäßigen Abständen Exemplare der illegalen Flugschrift Sozialistische Aktion erhalten und verteilt hat. Wegen Vorbereitung zum Hochverrat wurde er am 3. Januar 1936 vom OLG Karlsruhe zu zweieinhalb Jahren Haft verurteilt. Unter Anrechnung der U-Haft wurde er am 4. Dezember 1937 entlassen.
Nach dem Krieg wurde Konz von der amerikanischen Militärregierung zum Leiter des Karlsruher Arbeitsamtes ernannt, kurzzeitig war er auch Vorsitzender des ADGB für Karlsruhe und Umgebung.

## Politik
1926 trat Konz in die SPD ein, später auch in das Reichsbanner Schwarz-Rot-Gold. 1945 wurde er von der amerikanischen Militärregierung zum Stadtrat in Karlsruhe ernannt, sein Mandat wurde später durch Wahlen bestätigt. Mit einer Unterbrechung gehörte er dem Stadtrat bis 1966 an. 1946 wurde er zunächst in die Verfassunggebende Landesversammlung und danach in den ersten Landtag von Württemberg-Baden gewählt, dem er bis 1950 angehörte.

## Ehrungen
- Eisernes Kreuz II. Klasse
- Badische Verdienstmedaille
- Kriegsverdienstkreuz mit Schwertern